# Essai d'étalement à la table à choc
L’essai d’étalement à la table à choc est un essai réalisé sur le béton de ciment frais fluide mais ayant vocation d’être mis en œuvre par vibration. Le but de l’essai est de déterminer la consistance de ce  béton frais. L’étalement est aussi connu sous le nom de flow provenant de l’anglais. La table à choc est aussi appelé table DIN provenant de l’allemand.
La norme NF EN 12350-5 décrit cet essai.

## Mode opératoire

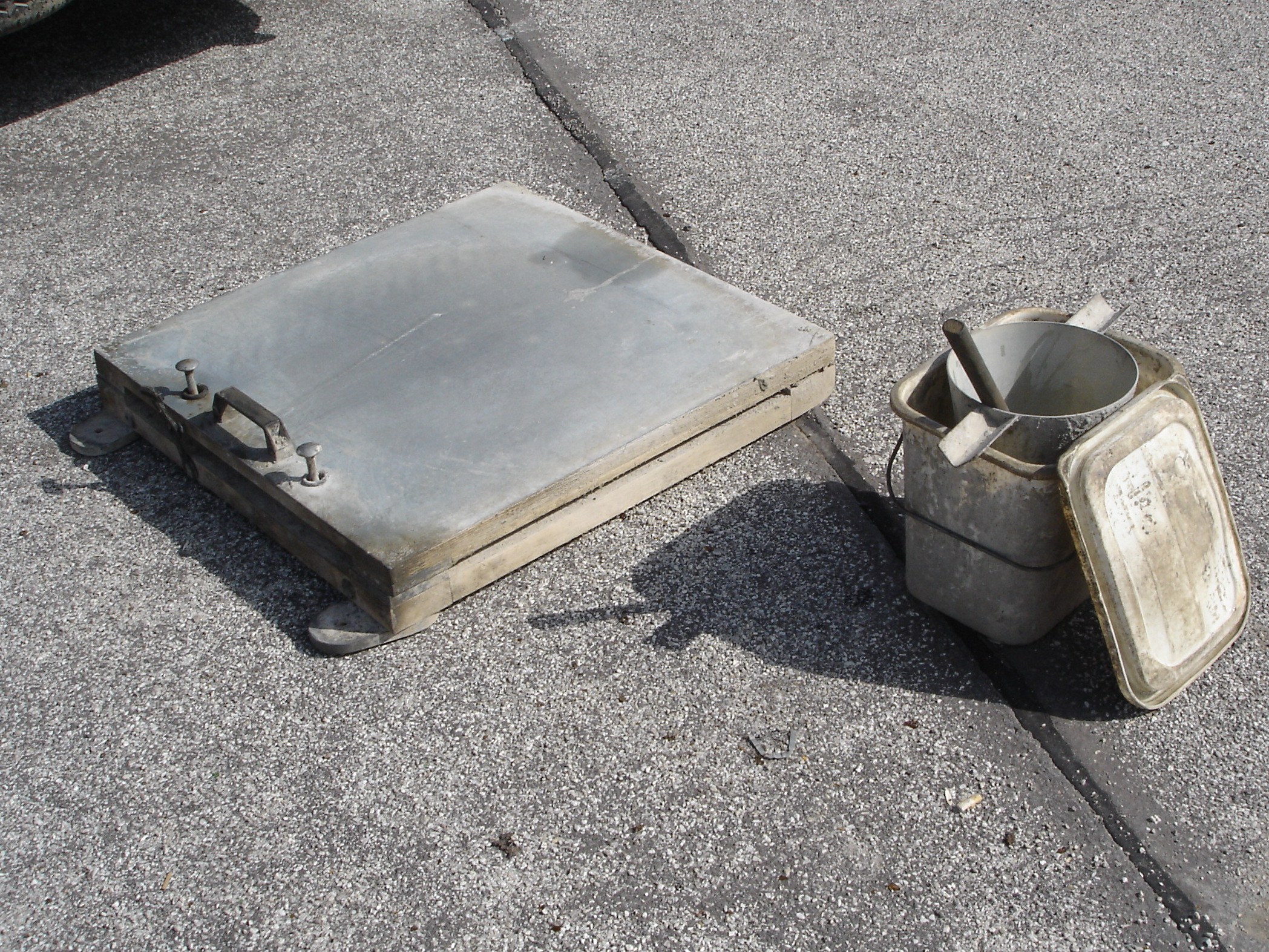
Table à choc, cône, seau et balayette

Pour réaliser cet essai une table à choc et un cône sont utilisés. Le cône a un diamètre intérieur de base de 200 mm, un diamètre intérieur de sommet de 130 mm et une hauteur de 200 mm. 
L’essai se déroule en suivant les étapes suivantes :
- la table est mouillée avec de l’eau de gâchage ;
- le cône est placé au centre de la table et rempli avec du béton frais en deux fois. À chaque fois, chaque couche est tapotée dix fois.
- le cône est retiré après trente secondes d’attente, le béton s’étale sur la table ;
- la table est levée jusqu’à une hauteur de 40 mm puis laissée tombée quinze fois, le béton s’étale encore plus ;
- on mesure le diamètre le plus grand ainsi que le diamètre qui lui est perpendiculaire.

L'étalement est la moyenne de ces deux diamètres.

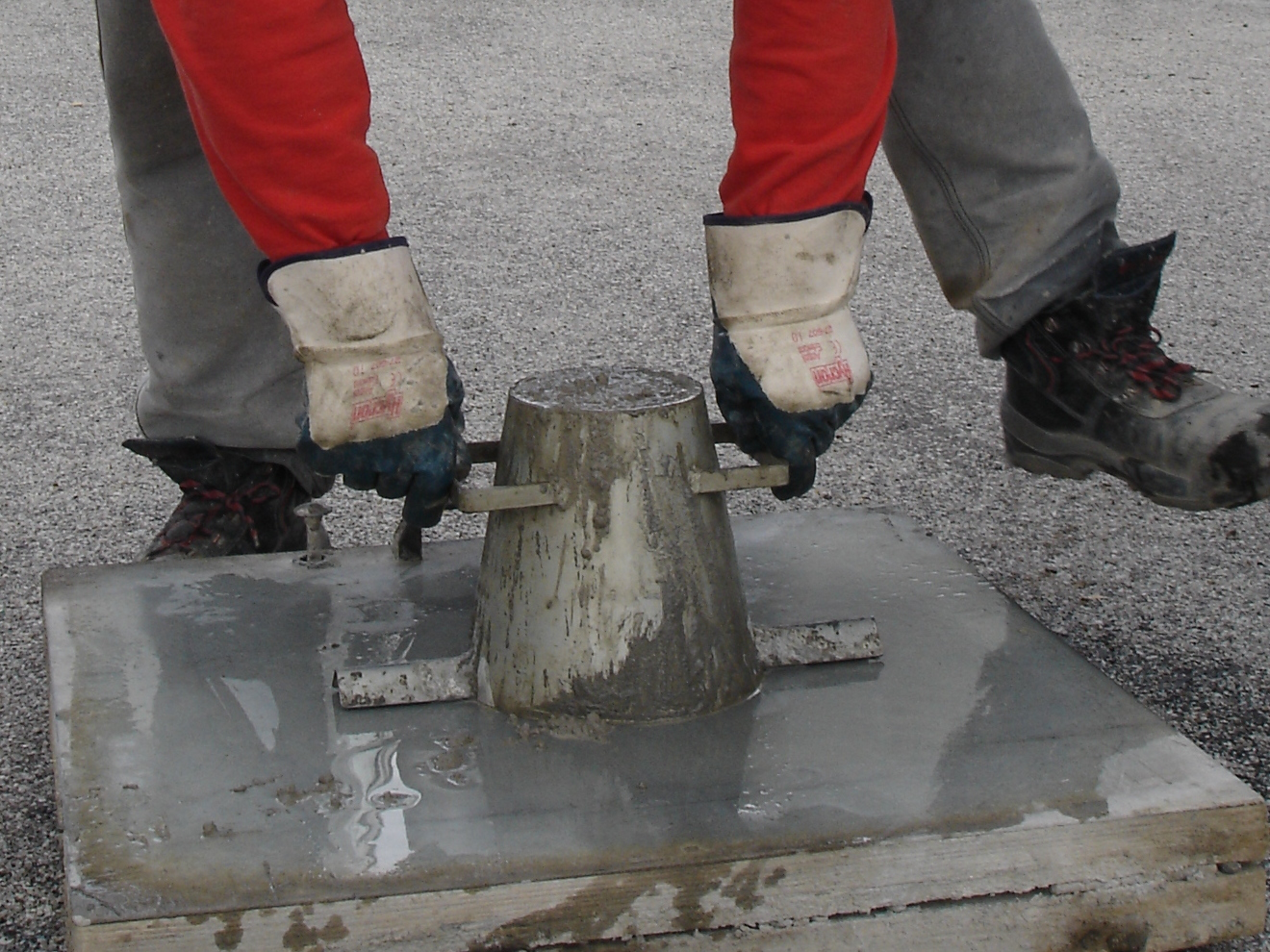
Démoulage
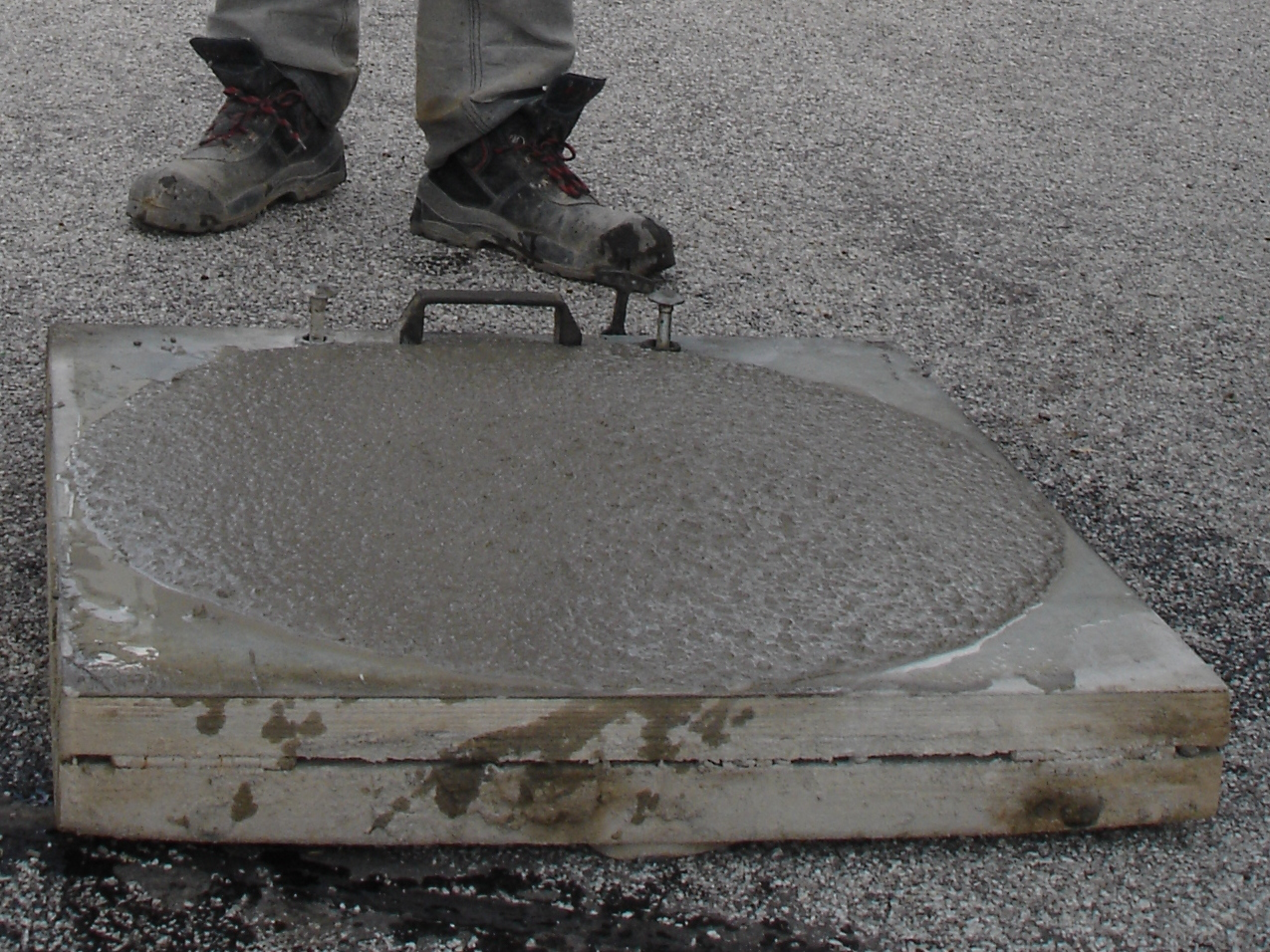
Mesure du diamètre

## Interprétation des résultats
Plus l’étalement est important, plus le béton se mettra en place facilement.
La norme NF EN 206 classe l’étalement du béton en six groupes.
| Classe | Étalement en mm | Propriété du béton |
| ------ | --------------- | ------------------ |
| F1     | ≤ 340           | Ferme              |
| F2     | 350 - 410       | Plastique          |
| F3     | 420 - 480       | Mou                |
| F4     | 490 - 550       | Très mou           |
| F5     | 560 - 620       | Fluide             |
| F6     | 630 - 700       | Très fluide        |

Au-dessus de 700 mm, on parle de béton autoplaçant et l’essai d’affaissement au cône d’Abrams est remplacé par l’essai d’étalement au cône d’Abrams.